# Nachal Secher
Nachal Secher (hebrejsky: נחל סכר, doslova Vádí hrází, arabsky: Vádí al-Sad) je vádí o délce cca 35 kilometrů v Negevské poušti v Izraeli. Jméno toku je odvozeno od několika hrází, které se podél něj nacházejí.
Začíná v nadmořské výšce okolo 600 metrů západně od města Dimona. Směřuje pak k západu mírně zvlněnou pouštní krajinou bez osídlení. Poblíž křižovatky dálnice číslo a lokální silnice 224 míjí experimentální farmu Chavat Mašaš. Stáčí se pak k severu a dočasně sleduje dálnici číslo 40. Pak uhýbá k severozápadu a z jihu míjí průmyslovou zónu Ramat Chovav. Nedaleko severovýchodního okraje písčitých dun Cholot Chaluca a jižně od letecké základny Chacerim ústí do vádí Nachal Be'erševa.